# ۱،۵–دی آزابیسیکلو(۴.۳.۰)نون–۵–ان

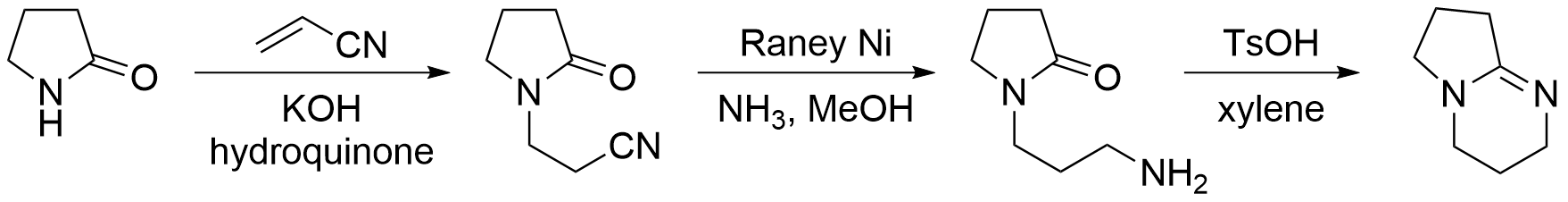
سلسله واکنش های به پدید آمدن 1.5-دی آزابیسکو

۱،۵-دی آزابیسیکلو[۴.۳.۰]نون-۵-ان (به انگلیسی: 1,5-Diazabicyclo[4.3.0]non-5-ene (DBN)) با فرمول شیمیایی C۷H۱۲N۲ یک ترکیب شیمیایی است. که جرم مولی آن ۱۲۴٫۱۸ گرم بر مول می‌باشد.